# Curling op de Olympische Winterspelen 1932
Curling is een van de sporten die beoefend werden tijdens de Olympische Winterspelen 1932 in Lake Placid.
Het ging hierbij om een demonstratiesport. Er werden geen medailles toegekend.
Aan dit toernooi namen 4 teams uit Canada en 4 teams uit de Verenigde Staten deel. Er werden 4 ronden gespeeld, waarbij ieder VS-team eenmaal tegen ieder Canadees team uitkwam. Duels tussen 2 teams van hetzelfde land werden niet gehouden.

## Heren

### Uitslagen

#### Ronde 1
| team     | saldo   | team             |
| -------- | ------- | ---------------- |
| New York | 20 - 8  | Northern Ontario |
| Quebec   | 14 - 12 | Connecticut      |
| Ontario  | 21 - 7  | Michigan         |
| Manitoba | 19 - 10 | Massachusetts    |

#### Ronde 2
| team        | saldo   | team             |
| ----------- | ------- | ---------------- |
| Quebec      | 13 - 11 | New York         |
| Connecticut | 18 - 13 | Northern Ontario |
| Ontario     | 22 - 4  | Massachusetts    |
| Manitoba    | 22 - 12 | Michigan         |

#### Ronde 3
| team             | saldo   | team          |
| ---------------- | ------- | ------------- |
| Northern Ontario | 21 - 7  | Massachusetts |
| Manitoba         | 15 - 14 | Connecticut   |
| Ontario          | 18 - 11 | New York      |
| Quebec           | 15 - 6  | Michigan      |

#### Ronde 4
| team             | saldo   | team     |
| ---------------- | ------- | -------- |
| Connecticut      | 14 - 13 | Ontario  |
| Massachusetts    | 17 - 15 | Quebec   |
| Northern Ontario | 19 - 11 | Michigan |
| Manitoba         | 15 - 9  | New York |

#### Eindstand
| rang | sporter(s)                                                      | team             | land | wed | w | v |
| ---- | --------------------------------------------------------------- | ---------------- | ---- | --- | - | - |
| 1    | Eric F. Willis Robert B. Pow James L. Bowman William H. Burns   | Manitoba         | CAN  | 4   | 4 | 0 |
| 2    | Russel Hall Archibald Lockhart Frank P. McDonald Harvey J. Sims | Ontario          | CAN  | 4   | 3 | 1 |
| 2    | Albert Maclaren John Leonard Howard T. Steward William Brown    | Quebec           | CAN  | 4   | 3 | 1 |
| 4    | H. E. Burt Robert Pryde S. S. Curran A. R. Hatfield             | Connecticut      | USA  | 4   | 2 | 2 |
| 4    | W. W. Thompson John Walker Peter Lyall E. F. George             | Northern Ontario | CAN  | 4   | 2 | 2 |
| 6    | F. R. Parks Charles Curtis George Willet A. S. Porter           | Massachusetts    | USA  | 4   | 1 | 3 |
| 6    | C. B. Williams F. D. Peale G. B. Ogden J. W. Calder             | New York         | USA  | 4   | 1 | 3 |
| 8    | W. H. Mormley E. R. Palmer Don Fraser George Lawton             | Michigan         | USA  | 4   | 0 | 4 |

Chamonix 1924 · 
Lake Placid 1932 · 
Garmisch-Partenkirchen 1936 (*) · 
Innsbruck 1964 (*) · 
Calgary 1988 · 
Albertville 1992 · 
Nagano 1998 · 
Salt Lake City 2002 · 
Turijn 2006 · 
Vancouver 2010 ·
Sotsji 2014 ·
Pyeongchang 2018 ·
Peking 2022 
Lijst van olympische medaillewinnaars

(*) IJsstokschieten
Bobsleeën · Curling (demonstratie) · Hondenslee race (demonstratie) · Kunstrijden · Langlaufen · Noordse combinatie · Schaatsen · Schansspringen · IJshockey